# Joseph von Führich
Joseph von Führich (Kratzau, Csehország, 1800. február 9. – Bécs, 1876. március 13.) osztrák festő, a 19. század közepi bécsi művészélet egyik vezéralakja.

## Életpályája
Kezdetben apjától, Wenzel Führich festőtől tanult, majd a prágai akadémián Josef Berglernek volt a tanítványa. Cornelius, Overbeck és némileg Dürer hatása alatt a vallásos romantikus irány híve lett és műveiben előszeretettel keresztény legendákat ábrázolt. Ebből az időből való: Krisztus születése; Szent Antal megkísértése; Mózes; Szent Bernát álma; Alexandriai Szent Katalin; rajzsorozata Tieck Genovévájához; a Miatyánk ciklus stb. 1826-ban Rómába ment, az ún. nazarénus festőkhöz csatlakozott és különösen Overbeck hatása alatt befejezte a Massimi-villa (Casino Massimi) Tasso-képsorozatát és több, kizárólag vallásos tárgyú függőképet is festett.
Hazatérése után festette meg a Krisztus diadalmenete, Jákob és Ráchel találkozása című képeket. 1834-ben a bécsi akadémiai képtár második őre, 1841-ben az akadémián a történeti képkompozíció tanára lett. Ettől fogva döntő befolyása lett a bécsi festészetre; az akkori legismertebb bécsi festők, Dobiaschofsky és Kupelwieser hozzá csatlakoztak. 
Érett művei közül a legfontosabbak: stációképek a bécsi Nepomuki Szent János plébániatemplomban; az altlerchenfeldi templom nagy freskósorozata (1854—1861); Mária útja a hegyen át (1841); Krisztus útja az Olajfák hegyére (Bécs, Moderne Galerie), stb. Vallásos tárgyú, olykor mély eszmei tartalmú rajzsorozatai közül, melyeket főleg életének utolsó évtizedeiben készített és amelyek metszetekben széles körben elterjedtek, kiemelendők: Der bethlehemitische Weg (1863); Die Nachfolge Christi (1866-68); Der Psalter (1871); Das Leben Mariens (1869); Der verlorene Sohn (1869); Die Legende vom heiligen Wendelin (1871); Das Buch Ruth (1873); Der arme Heinrich, stb.
Overbeck mellett Führich a nazarénus törekvések legkövetkezetesebb harcosa, aki azonban túlélve korát, stílusát kénytelen volt mind alacsonyabb igények szolgálatába állítani. 